# 阿杜尔河畔卡于扎克
阿杜尔河畔卡于扎克（法語：Cahuzac-sur-Adour，法語發音：[ka.yzak syʁ aduʁ]）是法国热尔省的一个市镇，属于米朗德区。

## 地理
阿杜尔河畔卡于扎克（43°38'20"N, 0°1'24"W）面积6.62 平方千米，位于法国奧克西塔尼大區热尔省，该省份为法国西南部内陆省份，北起顺时针与洛特-加龙省、塔恩-加龙省、上加龙省、上比利牛斯省、大西洋比利牛斯省和朗德省接壤。
与阿杜尔河畔卡于扎克接壤的市镇（或旧市镇、城区）包括：伊佐奇、塔斯克、里斯克勒。

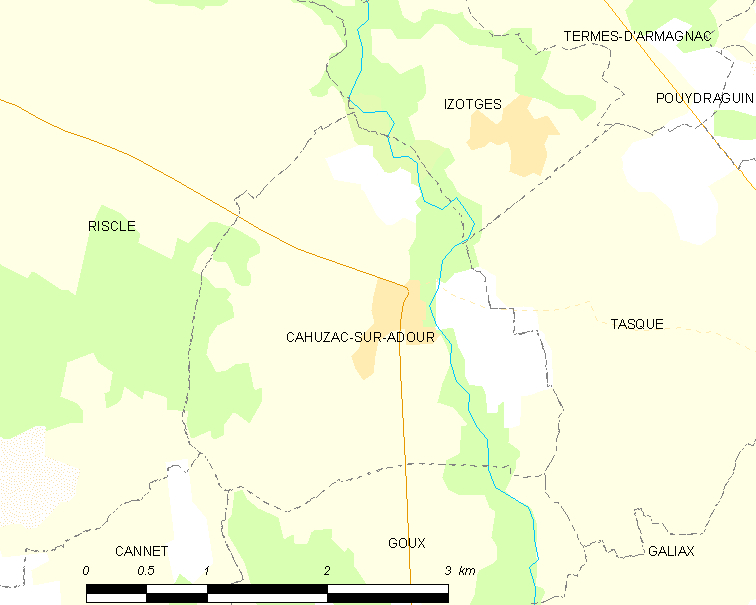
阿杜尔河畔卡于扎克的OSM定位图

阿杜尔河畔卡于扎克的时区为UTC+01:00、UTC+02:00（夏令时）。

## 行政
阿杜尔河畔卡于扎克的邮政编码为32400，INSEE市镇编码为32070。

## 政治
阿杜尔河畔卡于扎克所属的省级选区为热尔阿杜尔县。

## 人口

1962-2008年间阿杜尔河畔卡于扎克人口变化图示

阿杜尔河畔卡于扎克于2022年1月1日时的人口数量为198人。